# Charles Pélissier
Vous lisez un « bon article » labellisé en 2017.
Pour les articles homonymes, voir Pélissier.
Charles Pélissier, né le 20 février 1903 dans le 16e arrondissement de Paris, arrondissement où il est mort le 28 mai 1959, est un coureur cycliste français. Professionnel de 1923 à 1939, il est l'un des piliers de l'équipe de France sur le Tour au début des années 1930 et l'un des coureurs les plus populaires de l'histoire de l'épreuve. En six participations à la Grande Boucle, il y remporte seize étapes. Il y obtient son meilleur classement final en 1930 en terminant au neuvième rang, l'année où il établit le record de victoires d'étapes sur un même Tour de France avec huit succès. Cette performance n'est égalée que par Eddy Merckx en 1970 et 1974 et Freddy Maertens en 1976.
Il compte également à son palmarès une victoire sur le Critérium des As en 1933 et un succès sur le Circuit de Paris l'année suivante. Il se distingue également dans d'autres disciplines, en remportant consécutivement trois titres de champion de France de cyclo-cross de 1926 à 1928, ou sur la piste en gagnant les Six Jours de Paris en 1930 avec Armand Blanchonnet et le Prix Goullet-Fogler à deux reprises, avec André Leducq en 1929 et Antonin Magne en 1935.
Coureur extrêmement populaire, il révolutionne l'image du coureur cycliste en apportant un soin particulier à son apparence. Apprécié pour sa distinction et son raffinement, il est considéré comme l'un des « aristocrates » de son sport et s'élève au rang des principales vedettes du monde artistique de son époque. À la fin de sa carrière, il signe plusieurs chroniques dans le magazine Miroir Sprint pour le compte duquel il suit le Tour de France. Ses deux frères aînés, Henri, vainqueur du Tour de France en 1923, et Francis, plusieurs fois champion de France, ont également mené une brillante carrière cycliste.

## Biographie

### Jeunes années
Charles Pélissier naît le 20 février 1903 dans le 16e arrondissement de Paris. Il est le dernier d'une famille de cinq enfants. Sa mère, Élisa-Augustine Cas, originaire de Revin dans les Ardennes est orpheline et travaille un temps comme serveuse dans un café de la rue Ramey à Paris, avant de rencontrer son mari. Jean Pélissier, originaire de Polminhac dans le Cantal, arrive dans la région parisienne à l'âge de 13 ans, où il travaille dans un premier temps comme vacher dans une ferme de Levallois, avant de s'installer à son compte, au no 10 de la rue Mesnil à Paris, à la « Vacherie de l'Espérance ». La naissance de Charles apporte à sa mère, alors âgée de 42 ans, un surcroît de travail et le jeune enfant est mis en nourrice au sein de la famille Puechjean, à Meymac en Corrèze, jusqu'à l'âge de 4 ans. Pendant son enfance, il retourne chaque été passer ses vacances chez ses parents nourriciers.
Charles Pélissier fréquente l'école maternelle de la rue Boissière, puis l'école communale de la rue Decamps avant d'être envoyé en pension à Saint-Nicolas-de-Buzenval en octobre 1912 à cause de résultats scolaires décevants. C'est là qu'il obtient son certificat d'études primaires en 1916. Dans cette pension, Charles est un élève apprécié en raison de la popularité de son frère Henri qui remporte les premiers succès de sa carrière professionnelle. À la fin de l'année 1913, ce dernier, qui vient de remporter le Tour de Lombardie, lui offre en cadeau son premier vélo, de marque Thomann. Dès lors, Charles Pélissier occupe l'essentiel de son temps libre à s'entraîner sur son vélo.

### Apprenti mécanicien et cycliste amateur
Charles souhaite suivre la voie de ses frères Henri et Francis et devenir à son tour cycliste professionnel mais son père, qui a transformé sa laiterie en garage en 1912, souhaite qu'il prenne sa succession en tant que mécanicien. À sa sortie de la pension, il le place en apprentissage au garage Dupont de la rue Duret, à Paris, un établissement que Charles quitte de sa propre initiative pour rejoindre le garage Bondis, avenue de la Grande-Armée, où son salaire est sensiblement augmenté. En 1917, pendant ses vacances en Auvergne, il participe à quelques courses cyclistes de village et remporte ses premiers prix. Il repeint son vélo Thomann aux couleurs d'un constructeur d'Aurillac, Counor, qui le prend en charge et le conduit dans les différentes épreuves où il est engagé. En 1918, Charles Pélissier remporte notamment le championnat de fond du Cantal, une épreuve disputée sur 100 kilomètres derrière entraîneurs à vélo. Il est cependant déclassé car son frère Francis figure parmi ses entraîneurs, alors que le règlement interdit la présence de cyclistes professionnels. À Paris, avec certains de ses amis cyclistes, dont Gabriel Marcillac et Avanti Martinetti, il fonde une société, le Vélo Club de Passy, dont l'existence n'est que de courte durée, en proie à des difficultés financières.
Charles Pélissier signe une licence de coureur amateur au Club Sportif de la Seine en 1920. Parallèlement, il est engagé comme mécanicien à la Compagnie Générale des Taxis à Levallois. L'année suivante, il entre aux PTT et devient releveur de boîtes postales. Il effectue des tournées à vélo dans le 16e arrondissement mais il est rapidement renvoyé par la compagnie. Au début de l'année 1922, il entre au service du Bulletin des Halles, un journal parisien, en même temps qu'il signe une licence au Club Athlétique des Sports Généraux (CASG). Ses performances d'amateur sont plutôt modestes : il compte une victoire dans Versailles-Rambouillet et participe au succès de son frère Francis dans Bordeaux-Paris en assumant pour lui le rôle d'entraîneur, puis se distingue également dans le Grand Prix de Clôture dans lequel il est en tête de la course, avant de chuter et d'abandonner. Pour autant, il est contacté par René Maisonnas, directeur sportif de l'équipe J.B. Louvet, au sein de laquelle courent ses deux frères Henri et Francis, qui lui propose un contrat professionnel pour la saison 1923.

### Carrière professionnelle

#### Débuts difficiles et premiers succès (1923-1925)

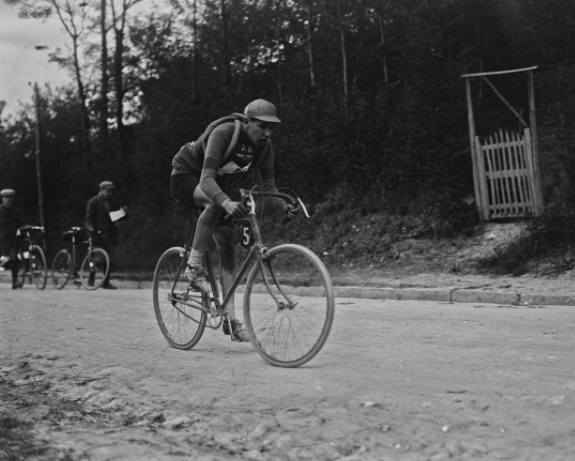
Charles Pélissier sur la Polymultipliée en 1923.

Les trois frères Pélissier sont ainsi réunis sous le même maillot et Charles fait ses débuts dans Paris-Roubaix le 1er avril, à seulement 20 ans, en s'y classant dans le groupe de tête. En cours de saison, les frères Pélissier rejoignent la formation Automoto à la suite d'un conflit entre Francis, Henri et leur ancien directeur sportif. Après un abandon sur Paris-Bruxelles, Charles Pélissier obtient son meilleur résultat de la saison sur la Polymultipliée en prenant la troisième place derrière Charles Lacquehay et Jean Brunier. Il enregistre ensuite une série d'abandons, comme sur le Circuit de Paris et s'attire les critiques de nombreux journalistes en raison de sa liaison avec une prostituée, ce qui le détourne selon eux de son métier de cycliste. Dans les colonnes de L'Auto, Charles Ravaud déclare : « Ça n'est plus un coureur cycliste, c'est un fer à repasser. ».

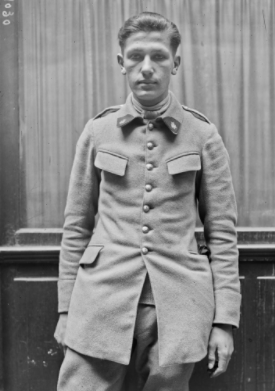
Charles Pélissier en 1924.

Il effectue ensuite son service militaire en tant que mécanicien d'aviation au camp d'Avord. Un poste de cycliste est créé spécialement pour lui et il dispose de quelques facilités pour s'entraîner. Il participe pourtant au Grand Prix de la Dépêche du Berry sans en avoir la permission. Deuxième de la course derrière Marcel Gobillot, il est sanctionné à son retour à la caserne. Au bout de six mois, il est affecté à l'École militaire de Paris et nommé caporal cycliste après l'intervention de Marcel Delarbre. Libéré de ses obligations militaires à la fin du mois d'octobre 1924, il est envoyé en Auvergne par ses frères pour se refaire une santé, sous la surveillance de leur soigneur personnel, Henri Manchon.
Au mois de juillet 1925, alors qu'il se trouve dans les Pyrénées pour reconnaître le parcours du Critérium du Midi en compagnie de plusieurs de ses coéquipiers, il se rend au col du Tourmalet pour assister au passage des coureurs du Tour de France, parmi lesquels son frère Francis Pélissier. Alors que ce dernier est manifestement en difficulté quand il se présente devant lui, Charles Pélissier s'en prend aux officiels de la course et aux journalistes présents dans les voitures suiveuses, qu'il couvre d'insultes. Il provoque un nouveau scandale le soir même, pendant le repas que les coureurs prennent dans un hôtel de Luchon, en se rangeant aux côtés du leader de l'équipe Automoto, Ottavio Bottecchia, qui souhaite consommer une bouteille de champagne malgré la vive opposition de son directeur sportif Pierre Pierrard. Ces évènements, qui s'ajoutent à l'abandon de Francis Pélissier le lendemain, attirent les sarcasmes du directeur de la course, Henri Desgrange, envers Charles, de même que son journaliste Henri Decoin qui déclare dans les colonnes de L'Auto : « Si je connais Charles Pélissier, c'est grâce à ses frères Henri et Francis qui, eux, ont réalisé d'admirables performances. Et si je sais que Charles Pélissier est coureur cycliste, c'est simplement parce qu'il se promène déguisé en coureur. J'ai beau chercher dans le dictionnaire sportif, je ne trouve pas un Pélissier prénommé Charles. Henri et Francis sont des paons. Ils ont de belles plumes et Charles Pélissier leur en chipe de temps en temps, se les colle dans le dos et se balade sur les routes sportives en faisant le geai. »
Charles Pélissier s'applique alors à faire taire les critiques à son encontre et se donne l'objectif de gagner une course avant la fin de la saison. Ainsi dans le Critérium du Midi, il se montre à son avantage en terminant au cinquième rang du classement général, tout en ayant pris la deuxième place de la dernière étape derrière le Belge Julien Delbecque. Son premier succès professionnel intervient le 19 juillet, sur le Circuit de l'Allier. Il parvient à s'extraire du peloton dans les dix derniers kilomètres de la course et conserve finalement 5 secondes d'avance sur Joseph Normand, ainsi qu'une quinzaine de secondes sur le peloton. La semaine suivante, Charles Pélissier remporte le Critérium cycliste du Cantal, puis s'impose le 27 août dans Paris-Arras. Dans cette course, il s'échappe dès les premiers kilomètres en compagnie d'Émile Mulon. Alors que ce dernier crève, Pélissier est rejoint par le Belge Vandenberghe dans la traversée de Breteuil. Il parvient à le devancer en plaçant une attaque dans les derniers kilomètres et franchit la ligne d'arrivée en tête, tandis que Vandenberghe est finalement déclassé pour avoir commis une erreur de parcours avant de rejoindre Pélissier.

#### L'affirmation (1926-1928)

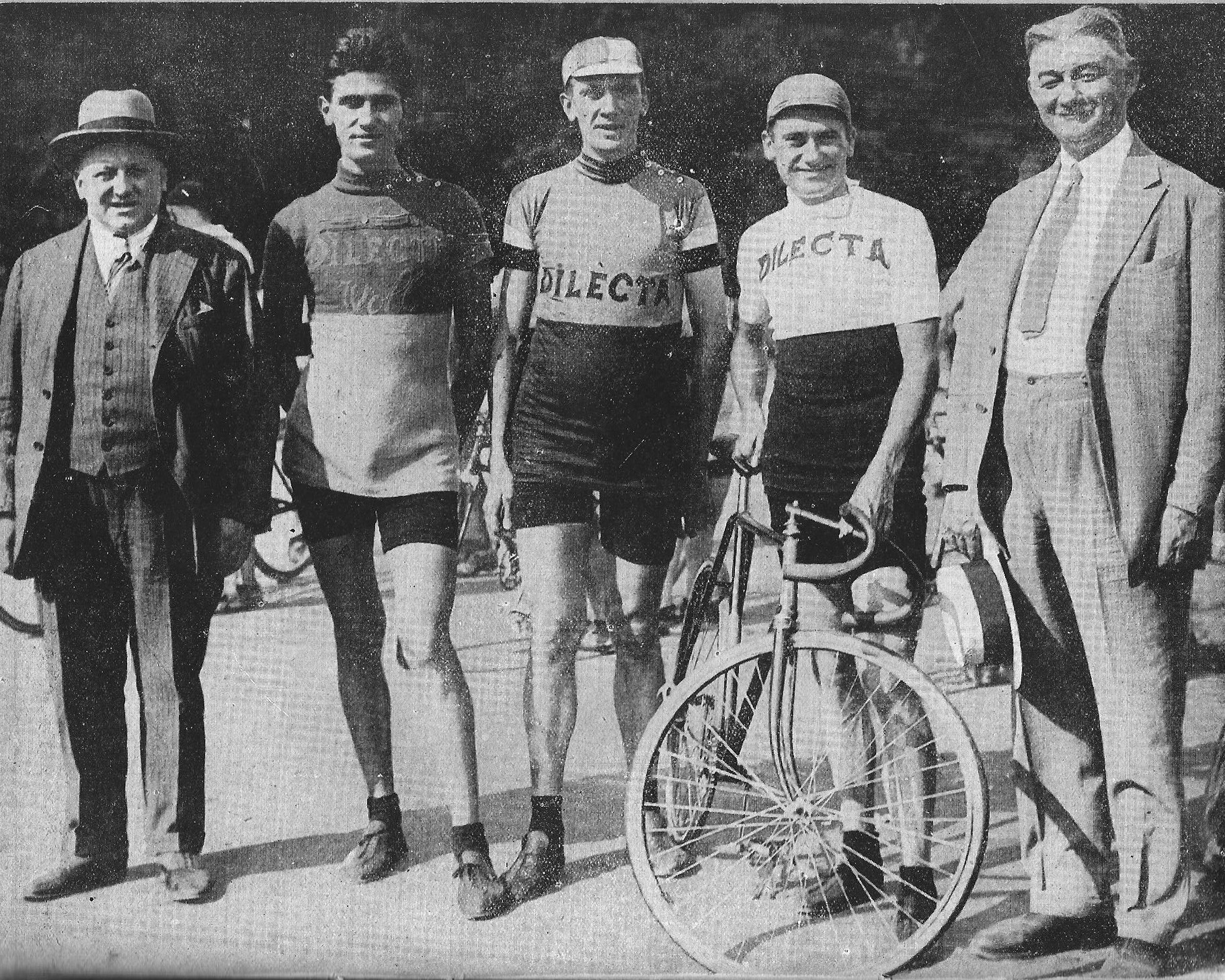
Charles Pélissier, à gauche, pose avec ses frères Francis (au centre) et Henri sur le Critérium des As 1926.

L'année suivante, les trois frères Pélissier s'engagent avec l'équipe Dilecta, qui leur propose un contrat de trois ans. Suivant les conseils de Francis, Charles s'essaye au cyclo-cross, avec succès : il remporte d'abord le championnat de la Seine de la discipline, puis le championnat de France, à chaque fois devant Roger Lacolle. Après son abandon dans Paris-Roubaix, il se met au service de Francis en tant qu'entraîneur dans Bordeaux-Paris puis remporte une victoire éclatante devant ce dernier dans le Circuit du Centre, en franchissant la ligne d'arrivée avec près de 20 minutes d'avance. Cette épreuve revêt une importance particulière pour la firme Dilecta car elle se dispute sur ses terres, au cœur du Berry, sur le parcours de Chateauroux au Blanc et retour.

Charles Pélissier, derrière Georges Ronsse sur Paris-Roubaix 1927.

Charles Pélissier se montre en forme dès le début de la saison 1927 : il devance Paul Broccardo dans la course de côte du mont Faron puis remporte un second titre de champion de France de cyclo-cross. Il signe ensuite son meilleur résultat jusqu'alors dans une classique sur Paris-Roubaix. Un temps échappé avec le Belge Georges Ronsse, il se présente au sein du groupe de seize coureurs qui se dispute la victoire au sprint à l'arrivée à Roubaix et se classe finalement troisième derrière Ronsse et Joseph Curtel.
Charles et son frère Henri honorent ensuite une série de contrats sur piste en Italie dans lesquels ils affrontent les coureurs les plus populaires de ce pays, Costante Girardengo et Ottavio Bottecchia. Au mois d'août, il prend la deuxième place du championnat de France derrière Ferdinand Le Drogo, une épreuve disputée sous la forme d'un contre-la-montre de 100 kilomètres. Charles Pélissier, qui réalise alors sa meilleure saison, s'affirme peu à peu comme l'un des meilleurs routiers français.
En 1928, Charles Pélissier remporte la course de côte du mont Faron pour la deuxième fois consécutive, puis remporte un troisième titre de champion de France de cyclo-cross, une performance qui lui vaut de recevoir une prime spéciale de la part du constructeur de pneumatiques Wolber. Dans Paris-Roubaix, il est échappé avec Georges Ronsse et Charles Meunier mais à une vingtaine de kilomètres de l'arrivée, alors que Gaston Rebry et André Leducq, le futur vainqueur, les rejoignent, il est victime d'une fringale et abandonne. Dans Paris-Tours, il revient sur la tête de course juste à l'entrée du vélodrome où l'arrivée est jugée et obtient la deuxième place, derrière le Belge Denis Verschueren.

#### Première victoire d'étape sur le Tour de France (1929)

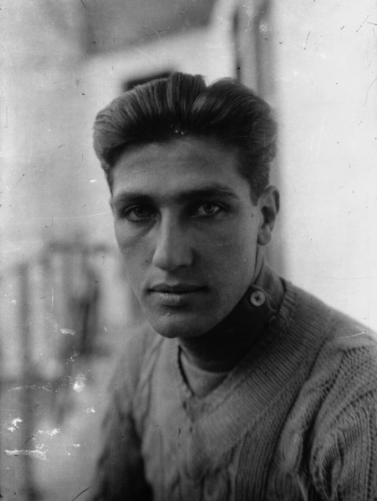
Charles Pélissier en 1929.

En 1929, Charles Pélissier rejoint l'équipe J.B. Louvet, dont il a déjà porté les couleurs quelques années plus tôt. Après s'être classé deuxième du Critérium international de cyclo-cross derrière Camille Foucaux en début de saison, il est convaincu par son employeur de disputer le Tour de France pour la première fois de sa carrière.
Premier attaquant de l'épreuve, il mène une échappée dans la première étape avec André Leducq, Jean Aerts et Alfonso Crippa, sans succès. Il se distingue ensuite en prenant la troisième place de la deuxième étape à Cherbourg, puis se classe deuxième le lendemain à Dinan derrière Omer Taverne et quatrième à Brest au cours de l'étape suivante. Proche de l'abandon dans la cinquième étape, il termine ensuite dans les six premiers aux Sables-d'Olonne, à Bordeaux et à Bayonne. En retrait dans la traversée des Pyrénées, il connaît plusieurs incidents mécaniques, mais se classe de nouveau troisième à Marseille, seulement devancé au sprint par André Leducq et Nicolas Frantz, le double tenant du titre. En difficulté dans l'étape vers Grenoble, il est surpris par un commissaire alors qu'il reçoit l'aide d'un motard qui le tracte en lui tenant la main. L'intervention de Henri Desgrange en sa faveur auprès des commissaires de l'Union vélocipédique de France lui permet d'éviter l'exclusion malgré les protestations des directeurs sportifs des équipes concurrentes. Après s'être échappé à Morez, à 150 kilomètres de l'arrivée à Belfort, Charles Pélissier remporte la seizième étape avec une avance de plus de 24 minutes sur le peloton. Par la suite, il termine encore deuxième à Metz, à Dieppe et à Paris, lors de la dernière étape. Bien qu'il n'occupe que la vingt-huitième place du classement général final, il jouit d'une grande popularité à l'arrivée au Parc des Princes. Un sondage effectué par le journal L'Auto après l'arrivée du Tour le place comme le coureur le plus populaire de l'épreuve.
En fin de saison, il dispute plusieurs épreuves sur piste et remporte notamment le Prix Goullet-Fogler, associé à André Leducq. Fin novembre, il est suspendu six mois par l'Union vélocipédique de France à la suite de son geste de tricherie dans l'étape de Grenoble sur le Tour de France.

#### Record de victoires d'étapes sur le Tour (1930)
Dès le mois de septembre 1929, Henri Desgrange annonce une révolution : le Tour de France se courra désormais par équipes nationales. Le directeur de l'épreuve souhaite ainsi mettre fin à l'hégémonie des équipes de marques qu'il accuse de cadenasser la course au détriment du spectacle. L'organisateur fournit les vélos et également en charge la rémunération des cyclistes. Le mois suivant, il annonce le nom des trois premiers coureurs sélectionnés en équipe de France pour l'édition 1930 : Charles Pélissier est retenu, au même titre que Victor Fontan et Jules Merviel. Sa saison est donc entièrement tournée vers cet objectif et il opère plusieurs changements dans ses habitudes de vie, principalement du point de vue de son alimentation, plus saine, suivant ainsi les conseils d'André Trialoux, avec qui il s'est lié d'amitié l'année précédente.
Charles Pélissier quitte la formation J.B. Louvet, en difficultés financières au début de l'année 1930, pour rejoindre l'équipe Alléluia. En avril, il gagne les Six Jours de Paris, associé à Armand Blanchonnet. Au cours de sa préparation pour le Tour, il se classe notamment deuxième du Circuit de Paris, gêné dans le dernier virage par Jef Demuysere, le coéquipier du vainqueur Émile Joly. Il s'attaque également au record de l'heure, alors détenu par Oscar Egg, mais s'arrête au bout de 13 kilomètres à cause d'une gêne au niveau des voies respiratoires. Dans le championnat de France, disputé pour la première fois en ligne et sans entraîneurs sur le circuit de Montlhéry, il s'échappe dans le troisième tour en compagnie de Jules Merviel, son coéquipier, mais le duo est repris dans le huitième tour. Pélissier préserve ses forces pour le sprint final et alors qu'il se trouve en tête à 100 mètres de la ligne d'arrivée, il est finalement débordé par Roger Bisseron qui l'emporte à la surprise générale.

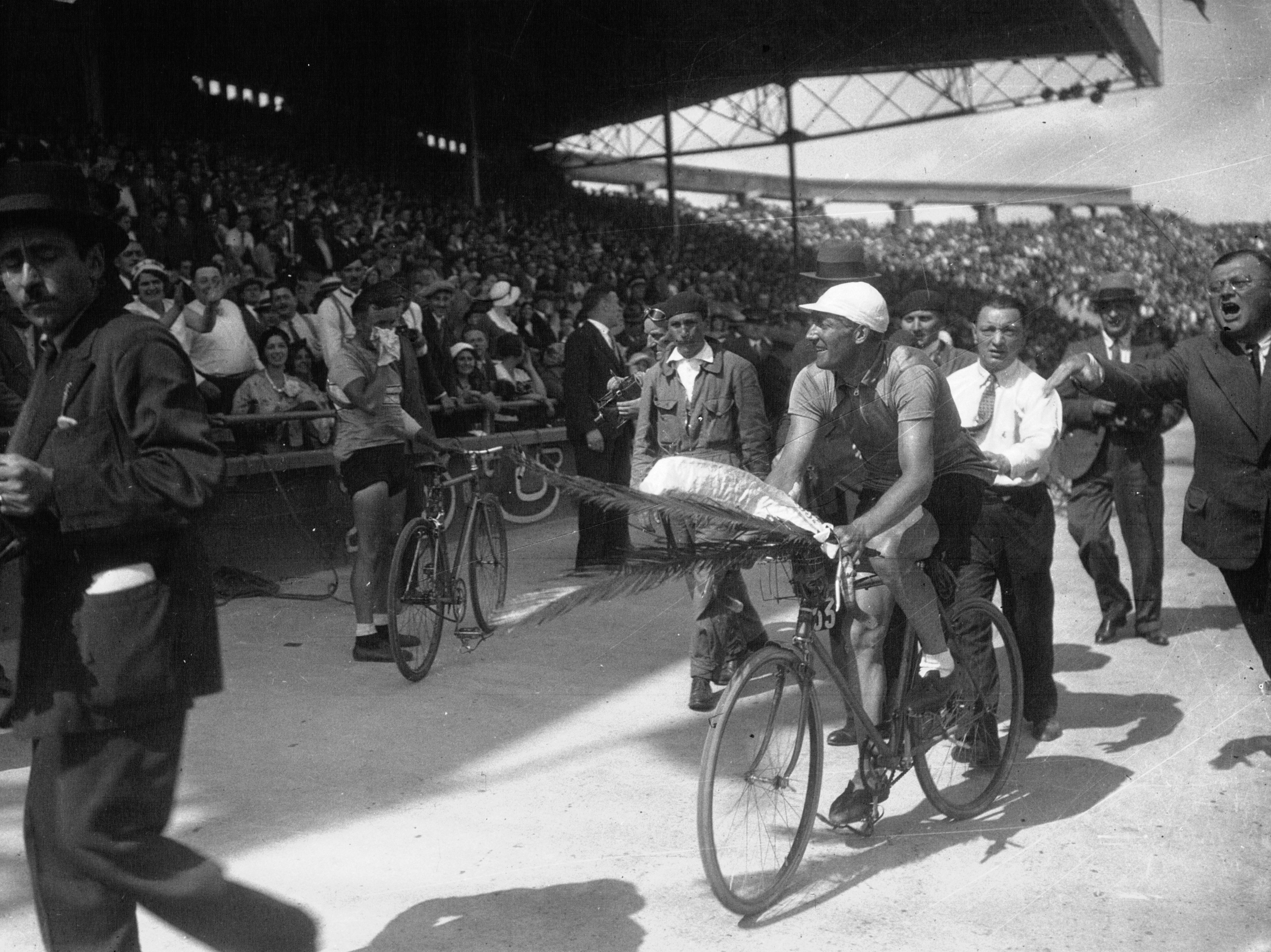
André Leducq, coéquipier de Pélissier sous le maillot de l'équipe de France et vainqueur du Tour.

André Leducq, Pierre et Antonin Magne, Marcel Bidot et Joseph Mauclair sont retenus en équipe de France en plus des trois coureurs déjà sélectionnés. Le départ est donné le 2 juillet et Charles Pélissier s'illustre dès la première étape : échappé avec Alfredo Binda à une vingtaine de kilomètres de l'arrivée, il devance le champion italien au sprint à Caen et endosse ainsi le maillot jaune. Il le perd dès le lendemain après la victoire de l'Italien Learco Guerra à Dinan. Pélissier s'impose de nouveau devant Binda à Brest puis fait preuve ensuite d'une étonnante régularité dans les arrivées d'étape : il se classe deuxième à Vannes derrière Omer Taverne puis aux Sables d'Olonne derrière André Leducq, troisième à Bordeaux et Hendaye et de nouveau deuxième derrière Binda à Pau. Au pied des Pyrénées, son bilan est plutôt flatteur avec deux victoires en huit étapes et la deuxième place du classement général à 12 secondes de Learco Guerra,.
La première étape pyrénéenne entre Pau et Luchon permet à André Leducq de s'emparer du maillot jaune, tandis que Charles Pélissier, en souffrance dans les trois derniers kilomètres de l'ascension du col du Tourmalet, se classe quinzième de l'étape et recule au septième rang du classement général, à près de 23 minutes du leader. Après l'abandon de Victor Fontan, les coureurs de l'équipe de France désigne Pélissier comme nouveau capitaine de route. Il remporte les deux étapes suivantes, à Perpignan et Montpellier, profitant de l'excellent travail de préparation de ses coéquipiers dans le dernier kilomètre. Touché par un rhume lors de la journée de repos à Nice, Charles Pélissier est en perdition dans l'étape qui mène vers Grenoble le lendemain. Soutenu par Jules Merviel, il franchit la ligne d'arrivée avec plus d'une heure de retard sur le vainqueur de l'étape, Learco Guerra. Après une nouvelle journée de repos, Pélissier retrouve ses forces. La seizième étape marque un tournant dans l'épreuve : André Leducq chute une première fois dans le col du Galibier, puis dans la descente du col du Télégraphe, s'entaillant le genou gauche. En larmes, il est notamment soutenu par Antonin Magne et Charles Pélissier. Ensemble, les Français mènent une chasse intense et rejoignent finalement l'homme de tête, Learco Guerra, permettant même à André Leducq de s'imposer sur la ligne d'arrivée à Évian et de sauver son maillot jaune,. Charles Pélissier réalise ensuite une performance exceptionnelle en remportant les quatre dernières étapes à Metz, Charleville, Malo-les-Bains et Paris. L'arrivée de l'étape à Charleville est pourtant marquée par un sprint houleux au terme duquel Pélissier écope de 300 francs d'amende pour avoir gêné Learco Guerre, et ce dernier de 500 francs d'amende pour avoir giflé le Français.
Finalement neuvième du classement général, Charles Pélissier gagne au total huit étapes au cours de ce Tour de France, établissant ainsi un nouveau record, supérieur aux six victoires remportées par Émile Georget en 1907 et François Faber en 1909. Au-delà de ses huit succès, Charles Pélissier fait preuve d'une excellente régularité tout au long de l'épreuve en se classant dix-huit fois dans les trois premiers sur vingt-et-une étapes. L'équipe de France, qui place deux coureurs sur le podium avec la troisième place d'Antonin Magne en plus de la victoire finale d'André Leducq, remporte 241 000 francs de primes équitablement réparties entre les coureurs selon un accord scellé avant le départ de l'épreuve. La domination des coureurs français accroît plus encore leur popularité et ces derniers la font fructifier en signant d'importants contrats sur piste.

#### «Sauveur» du maillot jaune et vainqueur d'étapes sur le Tour (1931)
Charles Pélissier profite de sa notoriété pour signer un contrat avec l'équipe Génial Lucifer pour la saison 1931. Il fait également une apparition au cinéma, jouant le rôle d'un coureur dénommé Cimier et qui s'attaque au record de l'heure dans le film Record du monde, réalisé par Robert Boudrioz sur un scénario d'André Reuzé,,. Au mois d'avril, il défend son titre sur les Six Jours de Paris en étant cette fois associé à André Leducq mais le duo se classe seulement sixième. Dans Paris-Roubaix, Charles Pélissier prend la deuxième place en réglant au sprint le groupe des poursuivants du vainqueur belge, Gaston Rebry. Il écope ensuite d'une suspension de quinze jours après son déclassement sur Paris-Tours pour avoir agrippé le bras de Leducq, vainqueur de l'épreuve, dans le sprint final marqué par plusieurs chutes,. Cette sanction lui vaut de manquer le championnat de France mais il est néanmoins sélectionné au sein de l'équipe de France pour le Tour 1931 et de nouveau nommé capitaine de route.
Charles Pélissier remporte sa première victoire lors de la cinquième étape aux Sables-d'Olonne. Ce succès lui permet d'endosser le maillot jaune, à égalité de temps et de points avec le jeune Italien Raffaele Di Paco. Ce dernier, quatrième le lendemain à Bordeaux, prend seul la tête du classement général jusqu'à Pau, où Pélissier lui ravit grâce à sa seconde victoire d'étape sur ce Tour. Moins bon grimpeur que la plupart de ses coéquipiers, Charles Pélissier ne passe qu'une seule journée en jaune, cédant la première place au vainqueur de l'étape à Luchon, Antonin Magne. Après une troisième victoire d'étape à Cannes, il se met au service de son leader dont la position est menacée lors de la traversée des Alpes. Les Italiens Antonio Pesenti, Eugenio Gestri et Felice Gremo passent à l'attaque dans la quatorzième étape entre vers Nice, obligeant le leader de la course à mener seul la chasse et à concéder plusieurs minutes. Lors de l'étape suivante, entre Nice et Gap, c'est le Belge Jef Demuysere qui lance une offensive et remporte l'étape. Antonin Magne, victime de plusieurs incidents mécaniques, concède alors 2 min 22 s, un retard qui aurait pu s'avérer plus important sans l'aide de Charles Pélissier. Henri Desgrange salue à cette occasion le dévouement de ce dernier, qui puise dans ses dernières forces pour limiter le retard de son leader : « On dirait un Christ agonisant que l'on vient de détacher de sa croix. » Pourtant, dès le lendemain, il trouve l'énergie suffisante pour gagner sa quatrième victoire d'étape à Grenoble devant l'Allemand Kurt Stöpel et Raffaele Di Paco. Une nouvelle fois menacé dans l'avant-dernière étape sous les attaques conjuguées des Belges Jef Demuysere et Gaston Rebry, Antonin Magne conserve la tête du classement général et permet à l'équipe de France de remporter son deuxième Tour consécutif, tandis que Charles Pélissier remporte la dernière étape au Parc des Princes, portant son total de victoires à cinq sur ce Tour et à quatorze en trois participations,.
En 1931, il apparait dans on propre rôle dans le film Hardi les gars ! réalisé par Maurice Champreux,.

#### Période de déclin (1932-1933)

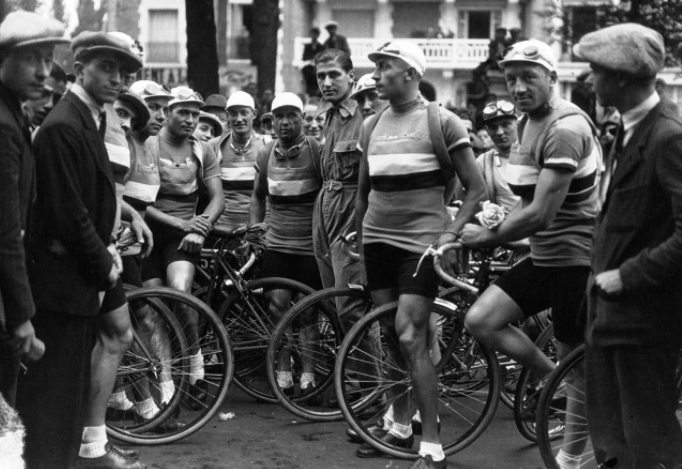
Charles Pélissier, au centre, au milieu des coureurs de l'équipe de France sur le Tour 1932.

En août 1931, Henri Desgrange invite Charles Pélissier à déjeuner dans sa villa de Grimaud et lui révèle son intention d'introduire un système de bonifications attribuées aux vainqueurs d'étapes pour la prochaine édition du Tour de France. Il souhaite permettre aux sprinteurs de défendre leurs chances au classement général et ainsi compenser leur perte de temps lors des étapes de montagne. Desgrange encourage alors Pélissier à adapter son programme de courses pour la saison 1932 en vue de préparer le Tour et d'y viser la victoire finale. Au mois de mars, Charles Pélissier s'aligne pour la première fois de sa carrière au départ de la classique italienne Milan-San Remo. Il est le premier des favoris à attaquer dans la montée du passo del Turchino, mais rejoint puis distancé par Alfredo Bovet, finalement vainqueur, il se classe au septième rang de la course, au sein du premier groupe de poursuivants dans lequel figurent notamment Alfredo Binda et Raffaele Di Paco. En mai, il est victime d'une chute sur le vélodrome Pasteur alors qu'il participe à une réunion organisée par le Vélo Sport de Nice. Il se fracture la clavicule et sa participation au Tour de France 1932 semble compromise. Une semaine avant le départ, le professeur Lamy de la faculté de médecine de Paris le déclare inapte et Albert Barthélémy, vainqueur de Paris-Rennes, le remplace au sein de l'équipe de France.
En 1933, Charles Pélissier est de nouveau sélectionné pour le Tour de France mais l'émergence de plusieurs jeunes coureurs présentant les mêmes qualités que lui dans les arrivées au sprint, comme René Le Grevès et Roger Lapébie, l'oblige à se glisser dans une échappée pour mieux défendre ses chances de remporter une étape. C'est ce qu'il fait dès la deuxième étape entre Lille et Charleville, mais une crevaison le retarde et il est rejoint par le peloton. Peu après le départ de la troisième étape, il chute apparemment sans gravité, mais il ressent une vive douleur à la cuisse droite une fois remonté en selle. Se refusant à l'abandon, il poursuit sa route mais achève l'étape hors délai. Éliminé du Tour, il passe un examen à l'hôpital de Metz qui révèle une déchirure du quadriceps. Après quelques semaines de convalescence, il honore plusieurs contrats sur piste et reçoit une invitation pour le Critérium des As à Longchamp le 2 septembre. Dans cette épreuve, disputée derrière des motos commerciales, il est entraîné par le Belge Theo Wynsdau, tandis que son frère Henri entraîne l'un de ses rivaux, Fernand Mithouard, qui court dans l'équipe Mercier dirigée par son autre frère Francis. Charles Pélissier attaque dès le départ de la course et effectue l'ensemble du parcours en tête,.
Après s'être classé deuxième de Paris-Saint-Étienne derrière Roger Lapébie au début du mois de mai, Charles Pélissier obtient sa sélection pour le Tour de France 1934, une nouvelle fois désigné capitaine de route de l'équipe de France. Quelques semaines plus tard, il remporte le Circuit de Paris en menant la chasse derrière Antonin Magne, longtemps en tête de la course et qu'il dépasse aisément au sprint pour s'imposer devant Yves Le Goff. Il semble en forme ascendante avant le départ du Tour, mais une chute lors d'une épreuve sur piste quelques jours avant le départ lui cause de fortes douleurs à la cuisse. Lâché lors des deux premières étapes, il annonce son abandon lors de la journée de repos à Évian.

#### Dernières victoires sur le Tour de France et fin de carrière (1935-1938)

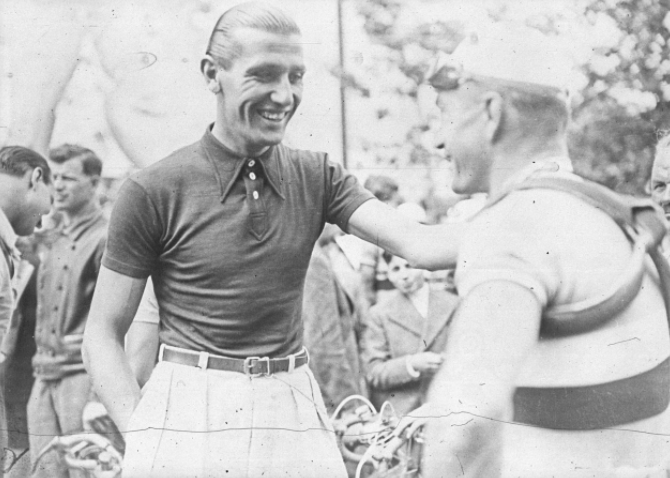
Charles Pélissier félicite un coureur sur le Tour de France 1938.

Âgé de 32 ans, Charles Pélissier fait de Bordeaux-Paris son principal objectif de la saison 1935. Incapable d'y jouer les premiers rôles, il abandonne, exténué, dans la traversée d'Angerville, après 500 kilomètres. Il n'obtient comme seul résultat probant une deuxième place dans Paris-Saint-Étienne derrière Roger Lapébie, comme l'année précédente. En conséquence, sa sélection en équipe de France pour le Tour 1935 lui est refusée. Il en prend néanmoins le départ au sein d'une catégorie nouvelle, celle des individuels : quatre coureurs par nation intègrent cette catégorie et ont la possibilité d'être appelé en cours d'épreuve en équipe nationale dans le cas d'un abandon d'un titulaire.
Roger Lapébie, Julien Moineau et Jean Fontenay l'accompagnent parmi les réservistes français. Libéré de toute responsabilité collective, Charles Pélissier se montre très offensif dans les premiers jours de course. Échappé dans un groupe de huit coureurs avec Antonin Magne dans la première étape vers Lille, il se classe troisième derrière les Belges Romain Maes, qui arrive détaché, et Jean Aerts. De nouveau échappé le lendemain, il est repris après avoir parcouru 150 kilomètres à l'avant de la course, mais trouve les ressources nécessaires pour s'imposer au sprint à Charleville devant Georges Speicher et Vasco Bergamaschi, vainqueur du Tour d'Italie. En retrait dans la traversée des Vosges puis des Alpes, Charles Pélissier se distingue à nouveau dans la douzième étape entre Cannes et Marseille. Parti en contre-attaque avec Honoré Granier derrière l'homme de tête Jules Merviel, il profite de la  lourde chute et de l'abandon de ce dernier pour s'imposer devant Granier avec plus de 20 minutes d'avance sur le peloton. Sollicité pour rejoindre les rangs de l'équipe de France, qui enregistre une succession d'abandon, il décline l'offre et se classe finalement treizième de ce Tour de France remporté par Romain Maes, et premier de la catégorie des individuels.
Le Tour 1935 est d'ailleurs le dernier disputé par Charles Pélissier, qui se consacre ensuite à des épreuves sur piste, principalement de demi-fond. Au mois de novembre suivant, il remporte notamment le Prix Goullet-Fogler associé à Antonin Magne. Le duo se classe également quatrième des Six Jours de Paris. En 1937, il est contacté par Charles Spiessert, directeur du cirque Pinder, pour effectuer une tournée à travers la France d'une durée de huit mois, en compagnie d'André Leducq, des frères Raymond et Ferdinand Le Drogo et de Pierre Magne. Les coureurs s'exhibent sur un home trainer disposé sur un grand plateau équipé de silhouettes cyclistes. L'année suivante, il prend le départ de son dernier Paris-Roubaix, 
dont il se classe quatorzième, puis remporte le 30 avril, son dernier succès, le Derby de Saint-Germain, une épreuve de 285 kilomètres derrière derny dans laquelle il est entraîné par René Marronnier,.

### Après carrière

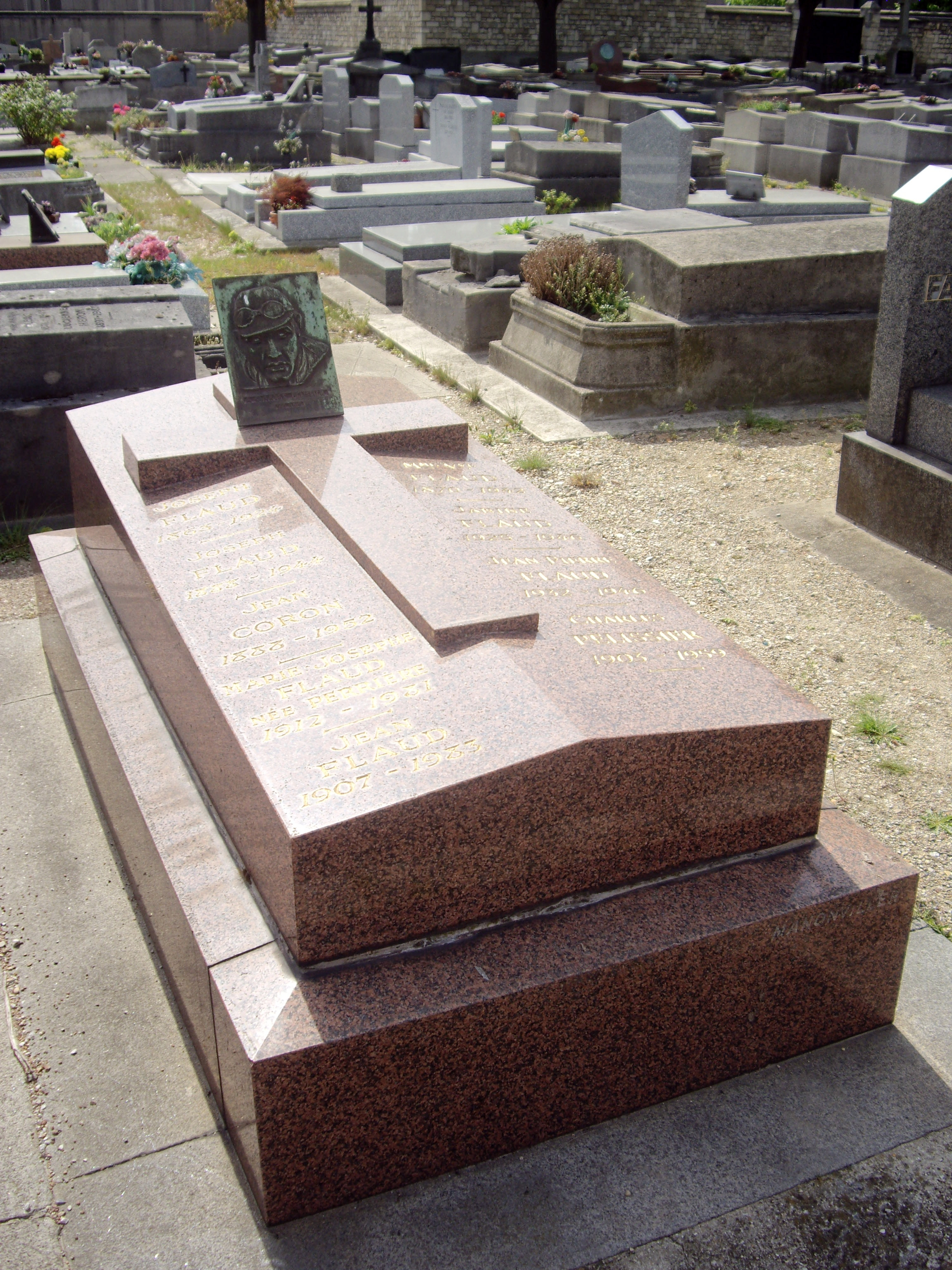
La tombe de Charles Pélissier au cimetière de Montrouge.

Sur le Tour de France 1938, puis sur le suivant, Charles Pélissier joue un rôle de commentateur dans l'émission « Auto-Radio-Luxembourg », diffusée sur les ondes de Radio Luxembourg et présentée par Jean Masson. Cette même année 1939, il annonce la fin de sa carrière de coureur cycliste, après avoir disputé quelques épreuves sur piste. Après la Seconde Guerre mondiale, Charles Pélissier s'occupe des relations publiques des Six Jours de Paris et à partir du Tour de France 1947, il suit l'épreuve dans la voiture du magazine hebdomadaire Miroir Sprint en compagnie de Maurice Vidal et signe des chroniques qui ont pour effet d'augmenter les ventes de cette revue.

### Mort
Charles Pélissier meurt le 28 mai 1959 à son domicile dans le 16e arrondissement de Paris, quelques semaines seulement après son frère Francis, des suites d'un cancer. Plusieurs journalistes et spécialistes du cyclisme établissent un lien entre la maladie qui atteint Charles dans les dernières années de sa vie et la prise régulière de produits dopants au cours de sa carrière, à l'image de l'écrivain Pierre Naudin, qui affirme : « Je suis certain que le regretté Charles Pélissier aurait vécu vingt ans de plus s'il n'avait pas avalé tant de boulettes de strychnine. » Son corps est inhumé au cimetière de Montrouge. Un hommage lui est rendu sur la douzième étape du Tour d'Italie lorsque les coureurs respectent une minute de silence en son honneur avant le départ.

### Vie privée

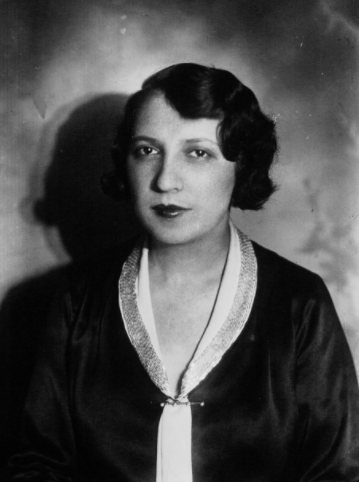
Madeleine Pélissier.

Charles Pélissier épouse Madeleine Flaud le 3 juillet 1928 à la mairie du 17e arrondissement de Paris. Il en avait fait la rencontre l'année précédente, à l'occasion d'une soirée organisée par le manager cycliste Pierre Viel.
Le couple vit d'abord, à la fin de l'année 1927, dans un appartement au rez-de-chaussée d'un immeuble de Dampierre-en-Yvelines, puis emménage avant son mariage dans un appartement situé au cinquième étage d'un immeuble de la place Balard à Paris. Charles et Madeleine Pélissier se lient d'amitié avec monsieur Wuchet-Bondet, un industriel du textile dont les deux fils, Yves et André, sont de fervents supporteurs de Charles. Ils séjournent régulièrement dans le château que possède la famille Wuchet-Bondet à Yerres et autour duquel Charles va souvent s'entraîner. Dans les dernières années de sa carrière, Charles Pélissier fait l'acquisition d'un appartement luxueux à Neuilly.
Madeleine joue un rôle important auprès de Charles pendant toutes ses années de coureur cycliste, influençant certaines de ses décisions comme son choix de participer à son premier Tour de France en 1929 ou bien la signature du contrat avec sa nouvelle équipe Alléluia en 1930. Elle est notamment autorisée à rendre visite à son mari pendant l'épreuve, ce qui est alors interdit aux autres coureurs par le directeur du Tour, Henri Desgrange.
Outre sa passion pour les belles voitures, qu'il achète toujours de marques françaises, Charles Pélissier confie que le cinéma constitue son passe-temps préféré et cite Greta Garbo comme son actrice préférée. Il affectionne particulièrement les films d'action américains, notamment J'étais une espionne, Je suis un évadé ou encore Scarface.
On lui connait deux participations en tant qu'acteur d'abord dans le court-métrage Record du monde de Robert Boudrioz sorti en 1930, puis dans un long-métrage de Maurice Champreux intitulé Hardi les gars ! sorti en 1931 où il interprétait son propre rôle comme coureur du Tour de France avec Antonin Magne, Alfred Hamerlinck et Raffaele di Paco.

## Style et personnalité
Charles Pélissier est l'un des meilleurs routiers-sprinteurs de sa génération, à l'image de Jean Aerts, Raffaele Di Paco ou André Leducq,. Sa pointe de vitesse et sa valeur athlétique lui permettent de remporter de nombreux succès, à l'image de ses huit victoires dans le Tour de France 1930, une performance seulement égalée par Eddy Merckx en 1970 et Freddy Maertens en 1976. À l'inverse, il est un grimpeur relativement médiocre et les difficultés qu'il rencontre dans les ascensions des cols l'empêchent de jouer un rôle au classement général. Considéré comme l'un des coureurs les plus populaires de l'histoire du Tour,, le public le surnomme affectueusement « Charlot ». Il est également l'un des coureurs préférés du directeur du Tour de France Henri Desgrange, qui le compare à ses deux frères : « Il a la silhouette familiale, l'abattage de ses aînés ; il leur est un animateur égal, un technicien, je crois, supérieur à ses deux frères et un tacticien certes supérieur à Francis, sans doute égal à Henri. »
Au cours de sa carrière, Charles Pélissier a révolutionné l'image du coureur cycliste. Élégant et distingué, véritable « ambassadeur » de son sport, « dandy de grands chemins » selon l'expression d'Antoine Blondin, il apporte beaucoup de soin à son apparence et modernise la tenue vestimentaire des coureurs, en introduisant notamment le port des socquettes blanches au sein du peloton. Éric Fottorino, qui le qualifie d'« esthète du vélo », indique que Charles Pélissier « avait fait de la course cycliste une aventure poétique avant d'être une compétition sans merci ». Selon le journaliste Jacques Augendre, « il restitua au sport de la bicyclette la dimension aristocratique qui fut la sienne au temps des pionniers ». Raffiné, courtois, il joue d'un grand pouvoir de séduction qui l'élève au rang des principales vedettes de l'époque. Surnommé « Valentino », en référence au célèbre acteur américain Rudolph Valentino, il côtoie de nombreuses personnalités, parmi lesquelles le prince Umberto, les peintres Maurice de Vlaminck et André Dunoyer de Segonzac ou encore les chanteurs Maurice Chevalier, Tino Rossi et Mistinguett.

## Palmarès
| - 1923 - 3e de la Polymultipliée - 1924 - 2e du Grand Prix de la Dépêche du Berry - 1925 - Circuit de l'Allier - Critérium cycliste du Cantal - Paris-Arras - 1926 - Champion de France de cyclo-cross - Champion de Paris de cyclo-cross - Circuit du Centre - 1927 - Champion de France de cyclo-cross - Course de côte du mont Faron - 2e du championnat de France sur route - 3e de Paris-Roubaix - 1928 - Champion de France de cyclo-cross - Course de côte du mont Faron - 2e de Paris-Tours - 3e du Grand Prix de Nice - 1929 - 16e étape du Tour de France - Prix Goullet-Fogler (avec André Leducq) - 2e du critérium international de cyclo-cross | - 1930 - 1re, 3e, 10e, 11e, 18e, 19e, 20e et 21e étapes du Tour de France - Six Jours de Paris (avec Armand Blanchonnet) - 2e du championnat de France sur route - 2e du Circuit de Paris - 9e du Tour de France - 9e du championnat du monde sur route - 1931 - 5e, 8e, 13e, 16e et 24e du Tour de France - 2e de Paris-Roubaix - 1932 - 7e de Milan-San Remo - 1933 - Critérium des As - 8e de Paris-Roubaix - 1934 - Circuit de Paris - 2e de Paris-Saint-Étienne - 2e du Critérium des As - 1935 - Prix Goullet-Fogler (avec Antonin Magne) - Prix du Salon (avec Antonin Magne) - 2e et 12e étapes du Tour de France - 2e de Paris-Saint-Étienne |

## Résultats sur le Tour de France
Charles Pélissier fait partie des coureurs ayant remporté huit étapes au cours d'un même Tour de France, ainsi qu'un minimum de 2 victoires consécutives sur la dernière étape d'un Tour de France.
- 1929 : 28e, vainqueur de la 16e étape
- 1930 : 9e, vainqueur des 1re, 3e, 10e, 11e, 18e, 19e, 20e et 21e étapes,  maillot jaune pendant un jour
- 1931 : 14e, vainqueur des 5e, 8e, 13e, 16e et 24e étapes,  maillot jaune pendant deux jours
- 1933 : abandon (3e étape)
- 1934 : abandon (6e étape)
- 1935 : 13e, vainqueur des 2e et 12e étapes